# Championnat de Croatie féminin de handball
Le championnat de Croatie féminin de handball met aux prises les meilleures équipes féminines de club de handball en Croatie depuis la dissolution de fait de la république fédérative socialiste de Yougoslavie en 1991. La première édition a eu lieu en 1992.
Le club le plus titré est le Podravka Koprivnica avec 27 titres, les cinq autres championnats ayant été remportés par le Lokomotiva Zagreb,.

## Palmarès
| Saison    | Champion                                  | Deuxième                                  | Troisième                                 |
| --------- | ----------------------------------------- | ----------------------------------------- | ----------------------------------------- |
| 1991-92   | Lokomotiva Zagreb (1) C                   | ŽRK Split                                 | Podravka Koprivnica                       |
| 1992-93   | Podravka Koprivnica (1) C                 | Lokomotiva Zagreb                         | ŽRK Zamet                                 |
| 1993-94   | Podravka Koprivnica (2) C                 | Lokomotiva Zagreb                         | Graničar Đurđevac et Zamet                |
| 1994-95   | Podravka Koprivnica (3) C                 | Kraš Zagreb                               | Graničar Đurđevac et Zaprešić             |
| 1995-96   | Podravka Koprivnica (4) C                 | Graničar Đurđevac                         | Kraš Zagreb                               |
| 1996-97   | Podravka Koprivnica(5) C                  | Kraš Zagreb                               | Graničar Đurđevac                         |
| 1997-98   | Podravka Koprivnica(6) C                  | Kraš Zagreb                               | ŽRK Osijek                                |
| 1998-99   | Podravka Koprivnica(7) C                  | Kraš Zagreb                               | Osijek et Split Kaltenberg                |
| 1999-2000 | Podravka Koprivnica(8) C                  | ŽRK Osijek                                | Kraš Zagreb                               |
| 2000-01   | Podravka Koprivnica (9) C                 | Split Kaltenberg                          | Osijek et Požega                          |
| 2001-02   | Podravka Koprivnica (10) C                | Lokomotiva Zagreb                         | Koka Varaždin et Osijek                   |
| 2002-03   | Podravka Koprivnica (11) C                | Lokomotiva Zagreb                         | ŽRK Osijek                                |
| 2003-04   | Lokomotiva Zagreb (2)                     | Podravka Koprivnica                       | Brodosplit Inženjering                    |
| 2004-05   | Podravka Koprivnica (12)                  | Tvin Virovitica                           | Lokomotiva Zagreb                         |
| 2005-06   | Podravka Koprivnica (13) C                | Lokomotiva Zagreb                         | Tvin Virovitica                           |
| 2006-07   | Podravka Koprivnica (14)                  | Lokomotiva Zagreb                         | ŽRK Trogir                                |
| 2007-08   | Podravka Koprivnica (15) C                | Lokomotiva Zagreb                         | Trešnjevka Zagreb                         |
| 2008-09   | Podravka Koprivnica (16) C                | Lokomotiva Zagreb                         | ŽRK Trogir                                |
| 2009-10   | Podravka Koprivnica (17) C                | Lokomotiva Zagreb                         | Arena Pula                                |
| 2010-11   | Podravka Koprivnica (18) C                | Trešnjevka Zagreb                         | Lokomotiva Zagreb                         |
| 2011-12   | Podravka Koprivnica (19) C                | Lokomotiva Zagreb                         | Sesvete Agroproteinka                     |
| 2012-13   | Podravka Koprivnica (20) C                | Lokomotiva Zagreb                         | ŽRK Samobor                               |
| 2013-14   | Lokomotiva Zagreb (3) C                   | Podravka Koprivnica                       | Trešnjevka Zagreb                         |
| 2014-15   | Podravka Koprivnica (21) C                | ŽRK Zamet                                 | ŽRK Zelina                                |
| 2015-16   | Podravka Koprivnica (22) C                | Lokomotiva Zagreb                         | Sesvete Agroproteinka                     |
| 2016-17   | Podravka Koprivnica (23) C                | Lokomotiva Zagreb                         | ŽRK Koka Varaždin                         |
| 2017-18   | Podravka Koprivnica (24)                  | Lokomotiva Zagreb                         | ŽRK Koka Varaždin                         |
| 2018-19   | Podravka Koprivnica (25) C                | Lokomotiva Zagreb                         | ŽRK Bjelovar                              |
| 2019-20   | Arrêté à cause de la pandémie de Covid-19 | Arrêté à cause de la pandémie de Covid-19 | Arrêté à cause de la pandémie de Covid-19 |
| 2020-21   | Podravka Koprivnica (26)                  | Lokomotiva Zagreb                         | ŽRK Umag                                  |
| 2021-22   | Lokomotiva Zagreb (4)                     | Podravka Koprivnica                       | ŽRK Bjelovar                              |
| 2022-23   | Lokomotiva Zagreb (5)                     | Podravka Koprivnica                       | ŽRK Bjelovar                              |
| 2023-24   | Podravka Koprivnica (27)                  | Lokomotiva Zagreb                         | Zrinski Čakovec                           |
| 2024-25   | Podravka Koprivnica (28)                  | Lokomotiva Zagreb                         | RK Dalmatinka Ploče                       |

Remarque : le C indique que le club a également remporté la Coupe de Croatie cette saison-là (incomplet).

## Bilan
| Rang | Club                    | Championnat de Croatie | Championnat de Croatie | Championnat de Yougoslavie | Championnat de Yougoslavie                                 |
| Rang | Club                    | Titres                 | Saisons | Titres                     | Saisons                                                    |
| ---- | ----------------------- | ---------------------- | --- | -------------------------- | ---------------------------------------------------------- |
| 1    | ŽRK Podravka Koprivnica | 28                     | 1993, 1994, 1995, 1996, 1997, 1998, 1999, 2000, 2001, 2002, 2003, 2005, 2006, 2007, 2008, 2009, 2010, 2011, 2012, 2013, 2015, 2016, 2017, 2018, 2019, 2021, 2024, 2025 | 2                          | 1966, 1967                                                 |
| 2    | ŽRK Lokomotiva Zagreb   | 5                      | 1992, 2004, 2014, 2022, 2023 | 10                         | 1956, 1959, 1962, 1964, 1965, 1968, 1969, 1970, 1974, 1991 |
| /    | non décerné             | 1                      | 2020 | non applicable             | non applicable                                             |

## Classement EHF
Le coefficient EHF pour la saison 2020/2021 est :
| Rang | Évolution     | Rang 2019/20 | Championnat             | Coefficient |
| ---- | ------------- | ------------ | ----------------------- | ----------- |
| 1    | en stagnation | (1)          | Nemzeti Bajnokság I     | 162,50      |
| 2    | Entré         | (3)          | Super League            | 119,00      |
| 3    | Remplacé      | (2)          | Liga Naţională          | 106,67      |
| 4    | en stagnation | (4)          | Damehåndboldligaen      | 105,17      |
| 5    | en stagnation | (5)          | LFH                     | 95,00       |
| 6    | en stagnation | (6)          | Eliteserien             | 89,67       |
| 7    | en stagnation | (7)          | Bundesliga              | 68,83       |
| ...  |               |              |                         |             |
| 12   | Entré         | (14)         | Hrvatska Rukometna Liga | 33,33       |

Évolution
| Année | 2007-2008 | 2008-2009 | 2009-2010 | 2010-2011 | 2011-2012 | 2012-2013 | 2013-2014 | 2014-2015 | 2015-2016 | 2016-2017 | 2017-2018 | 2018-2019 | 2019-2020 | 2020-2021 |
| Rang  | 13        | 9         | 10        | 10        | 11        | 13        | 18        | 14        | 13        | 13        | 15        | 14        | 14        | 12        |

Source : « cms.eurohandball.com », Fédération européenne de handball